# Наэталь-Вальдау
Наэталь-Вальдау (нем. Nahetal-Waldau) — община в Германии, в земле Тюрингия.
Входит в состав района Хильдбургхаузен. Население составляет 3158 человек (на 31 декабря 2010 года). Занимает площадь 32,97 км².
Коммуна подразделяется на 5 сельских округов.

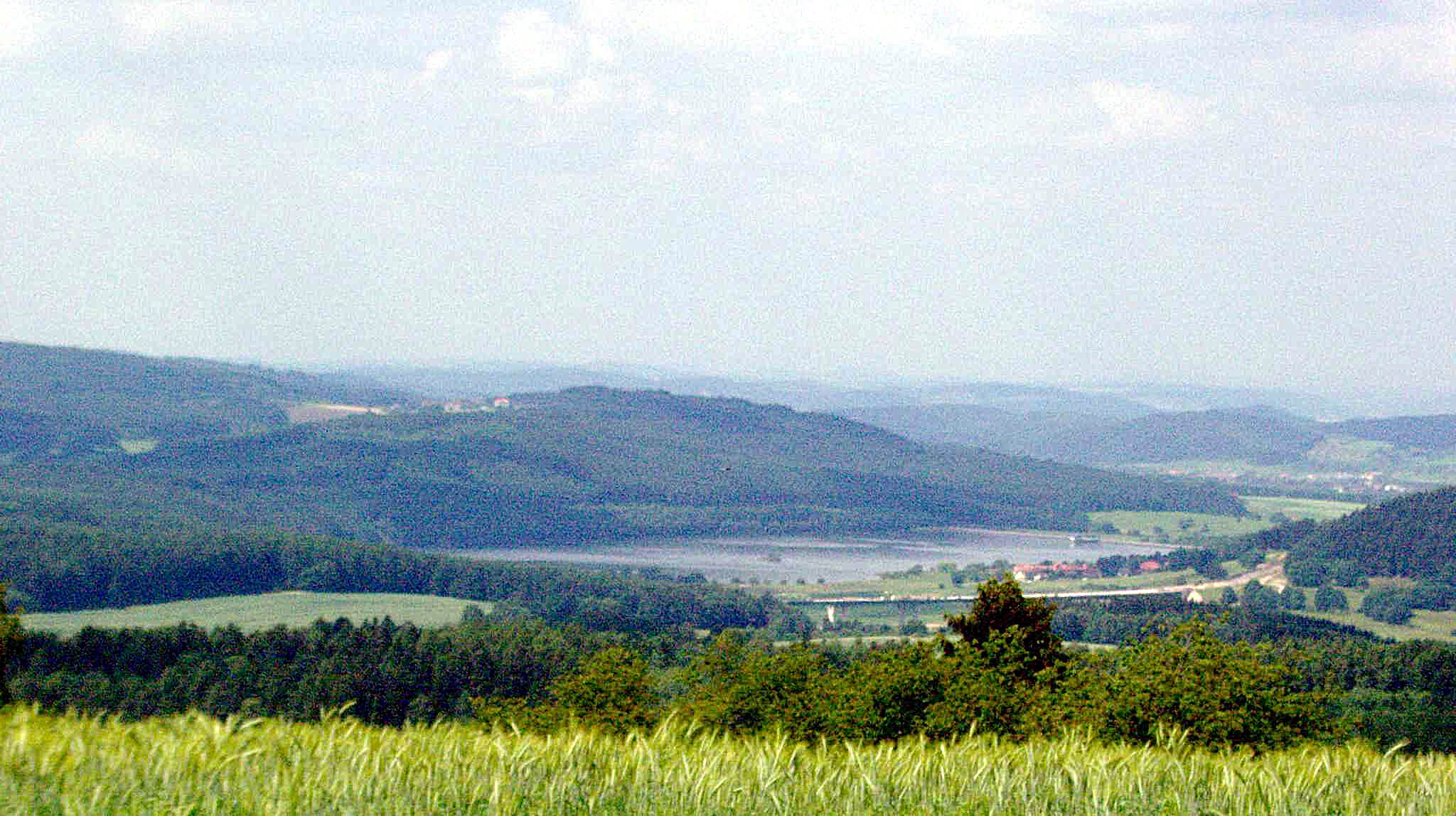
Наэталь-Вальдау

## Население
| Год  | Численность | Численность |
| ---- | ----------- | ----------- |
| 2014 | 3070        | [ 1 ]       |